# قانون تابعیت لسوتو
قانون تابعیت لسوتو توسط قانون اساسی لسوتو (پس از اصلاحات)، فرمان تابعیت لسوتو و اصلاحات آن، قانون پناهندگان ۱۹۸۳، و همچنین معاهدات بین‌المللی که این کشور به آن‌ها پیوسته است، تنظیم می‌شود. این قوانین مشخص می‌کنند که چه کسانی تابع لسوتو هستند یا واجد شرایط تابعیت این کشور به شمار می‌روند. راه‌های قانونی برای کسب تابعیت، که به معنای عضویت رسمی حقوقی در یک کشور است، با رابطه داخلی حقوق و وظایف بین یک تبعه و کشورش که به آن شهروندی گفته می‌شود، تفاوت دارد. تابعیت رابطه فرد با دولت تحت حقوق بین‌الملل را توصیف می‌کند، در حالی که شهروندی رابطه داخلی فرد با کشور است. در بریتانیا و به تبع آن در کشورهای مشترک‌المنافع، اگرچه این دو اصطلاح در خارج از حقوق اغلب به صورت مترادف استفاده می‌شوند، تحت قوانین متفاوتی قرار دارند و توسط مراجع مختلفی تنظیم می‌شوند. تابعیت باسوتو معمولاً بر اساس اصل خاک (متولد شدن در لسوتو) یا اصل خون (متولد شدن در لسوتو یا خارج از کشور از والدینی که تابعیت باسوتو دارند) به دست می‌آید. همچنین ممکن است تابعیت به افرادی که به کشور وابستگی دارند یا به ساکن دائمی که برای مدت مشخصی در کشور زندگی کرده، از طریق اعطای تابعیت اعطا شود.

## کسب تابعیت
تابعیت در لسوتو از طریق تولد یا با تبعیه در مراحل بعدی زندگی قابل کسب است.

### از طریق تولد
افراد زیر در هنگام تولد تابع لسوتو شناخته می‌شوند:
کودکانی که در قلمرو لسوتو و از یکی از والدین باسوتو به دنیا آمده باشند، مشروط بر اینکه والدین دارای مصونیت دیپلماتیک نباشند یا «بیگانهٔ دشمن» تلقی نشوند؛
کودکانی که در خارج از کشور از یکی از والدین دارای تابعیت اصلی باسوتو متولد شوند؛
کودکانی که در غیر این صورت، بدون تابعیت خواهند ماند.

### از طریق تبعیه
تابعیت اکتسابی در لسوتو ممکن است به افرادی اعطا شود که:
به مدت حداقل پنج سال در لسوتو اقامت داشته باشند؛
با زبان‌های سوتو یا انگلیسی و همچنین سنت‌ها و آداب و رسوم کشور آشنایی کافی داشته باشند؛
دارای حسن شهرت، اهلیت قانونی و تمکن مالی باشند.
افراد زیر نیز می‌توانند تحت شرایط خاصی تابعیت بگیرند:
کودکانی که به‌طور قانونی توسط یکی از اتباع باسوتو به فرزندی پذیرفته شده‌اند، به شرط درخواست تابعیت در زمان کامل‌شدن فرایند پذیرش؛
همسر یک فرد باسوتو، پس از پنج سال زندگی مشترک در لسوتو و ادای سوگند وفاداری؛
کودکان خردسال، در صورتی که والدین آن‌ها تابعیت کسب کرده باشند؛
پناهندگانی که مجموعاً پنج سال و به‌صورت پیوسته یک سال پیش از درخواست، در کشور اقامت داشته‌اند؛
افراد بدون تابعیت یا اتباع کشورهای مشترک‌المنافع با شرایط ساده‌تر.

## سلب تابعیت
شهروندان باسوتو می‌توانند تابعیت خود را با رضایت دولت، داوطلبانه ترک کنند.
اشخاصی که تابعیت لسوتو را از طریق تبعیه کسب کرده‌اند، ممکن است در موارد زیر تابعیت خود را از دست بدهند:
ارتکاب جرایم علیه دولت یا امنیت ملی؛
ارتکاب جرایم عادی؛
اقامت در خارج از کشور برای مدتی طولانی؛
ارائه اطلاعات نادرست، پنهان‌کاری یا تقلب در هنگام درخواست تابعیت.
افرادی که در گذشته تابعیت لسوتو را داشته‌اند و آن را داوطلبانه به‌علت داشتن تابعیت مضاعف از دست داده‌اند، می‌توانند برای بازگرداندن تابعیت خود درخواست ارائه دهند.

## تابعیت دوگانه
تابعیت دوگانه در لسوتو معمولاً مجاز نبود، مگر در مواردی که فرد به‌طور خودکار از طریق ازدواج تابعیت کشور دیگری را به دست می‌آورد.
در سال ۲۰۰۵، دادگاه عالی لسوتو رأی داد که افراد دارای تابعیت اصلی باسوتو، اگر تابعیت کشور دیگری را صرفاً به دلایل اقتصادی و بدون قصد ترک اقامتگاه یا حق اقامت خود کسب کرده باشند، نمی‌توانند از تابعیت باسوتوی خود محروم شوند. اما حکم متضادی در سال ۲۰۰۸ از سوی دادگاه تجدیدنظر لسوتو صادر شد که بر اساس آن، کسب داوطلبانه تابعیت کشور دیگر می‌تواند دلیلی برای سلب تابعیت تلقی شود.
در سال ۲۰۱۸، قانون اساسی اصلاح شد و تابعیت دوگانه به‌طور رسمی در لسوتو به رسمیت شناخته شد.

## تاریخچه

### امپراتوری‌های آفریقایی و تماس با اروپایی‌ها (۱۶۰۰–۱۸۶۷)
از قرن پانزدهم میلادی، مردمان سسوتو‌زبان که از گروه‌های سِتوانا‌زبان جدا شده بودند، به سوی فلات هایولد جنوبی مهاجرت کردند. در طول قرن بعد، سکونتگاه‌های بزرگی ساختند که معمولاً بیش از ۱٬۰۰۰ نفر جمعیت داشتند. با مهاجرت به سوی حوضه رود کالدون، ساختارهای اجتماعی سیاسی کوچکتری شکل گرفت، که دلیل آن تفاوت‌های جغرافیایی و بوم‌شناختی بود. این جوامع کوچک، عمدتاً ایزوله بودند و به شکل رئیس‌نشینی‌های کشاورزی اداره می‌شدند.
روستاها تحت رهبری رئیس قبیله و شبکه خویشاوندی او بودند و زمین‌ها بر اساس نظامی فئودالی میان اهالی تقسیم می‌شد که در ازای وفاداری و کار، امنیت و زمین دریافت می‌کردند. قبایل باسوتو از شمال با قبایل سِتوانا روابط تجاری داشتند و از قرن هجدهم با بازرگانان اروپایی در سرزمین ستوانا برخورد کردند؛ اما اروپاییان تا قرن نوزدهم وارد دره کالدون نشدند.
حدود سال ۱۸۲۰، موشوشو اول، قبیله‌ای جدید در دامنه کوه بوتا-بوتا بنیان گذاشت. در جریان ناآرامی‌های دیفاکانه، مهاجمان تحت فرمان شاکا، پادشاه زولو، به منطقه حمله کردند و ساختارهای اجتماعی-سیاسی را بر هم زدند. موشوشو با استفاده از دیپلماسی (پرداخت خراج) و همچنین حملات نظامی راهبردی، توانست ائتلاف‌هایی با سایر رؤسا ایجاد کند.
در سال ۱۸۲۴، وی همراه بیش از ۱۰۰ نفر از پیروانش به فلات تابا بوسیو نقل مکان کرد. تا سال ۱۸۳۳، موشوشو توانست بسیاری از ریاست‌های منطقه را متحد کرده و به عنوان «مورنا اِ موهولو» یا رئیس بزرگ منطقه شناخته شود.
از دهه ۱۸۵۰ میلادی، با گسترش مهاجرت و نفوذ اروپایی‌ها به منطقه، زمین‌های باسوتوها به تدریج اشغال شد. برای جلوگیری از فروپاشی حاکمیت خود، موشوشو در سال ۱۸۶۷ از دولت بریتانیا تقاضای حمایت کرد. در ۹ دسامبر، دولت بریتانیا پذیرفت که منطقه باسوتولند به مستعمره ناتال ضمیمه شود.

### دوران بریتانیا (۱۸۶۸–۱۹۶۶)
در ۱۲ مارس ۱۸۶۸، باسوتولند تحت الحمایه بریتانیا شد و اهالی آن به‌طور رسمی اتباع بریتانیا تلقی شدند. پس از درگذشت موشوشو در ۱۸۷۰، باسوتولند به اداره مستعمره کیپ واگذار شد، اما در سال ۱۸۸۴ اداره آن به دولت مرکزی بریتانیا بازگردانده شد.
تابعیت در امپراتوری بریتانیا عمدتاً بر اساس اصل «تبعیت» بود و تولد در قلمرو بریتانیا، عامل اصلی کسب تابعیت محسوب می‌شد.
در سال ۱۹۱۴، «قانون تابعیت بریتانیا و وضعیت بیگانگان» تصویب شد که نظامی یکپارچه برای تابعیت در سراسر امپراتوری ایجاد کرد. این قانون باعث شد زنان متأهل تابعیت شوهر خود را بگیرند و تابعیت مادر به فرزندان منتقل نشود مگر در موارد خاص.
در سال ۱۹۴۸، «قانون تابعیت بریتانیا» تابعیت اتباع مستعمرات، از جمله باسوتولند، را به «شهروندی بریتانیا و مستعمرات» (CUKC) تبدیل کرد.

### پس از استقلال (۱۹۶۶ تاکنون)
در ۴ اکتبر ۱۹۶۶، باسوتولند به‌عنوان پادشاهی لسوتو مستقل شد. مطابق قانون اساسی استقلال، همه کسانی که تابعیت بریتانیایی خود را از طریق تولد یا تابعیت در لسوتو کسب کرده بودند، شهروند لسوتو شدند و تابعیت بریتانیایی خود را از دست دادند.
در سال ۱۹۷۱، «فرمان تابعیت لسوتو» تصویب شد که بسیاری از مفاد قانون اساسی پیشین را تکرار می‌کرد. اصلاحات سال‌های ۱۹۸۹ و ۱۹۹۳، به ترتیب، شرط تابعیت حداقل یکی از والدین و امکان انتقال تابعیت از مادر به فرزند را در قوانین گنجاندند.
در سال ۲۰۱۸، قانون اساسی اصلاح شد تا تابعیت دوگانه و انتقال تابعیت از زنان به همسران‌شان نیز مجاز شود.
لایحه «مهاجرت و تابعیت ۲۰۱۸» برای جایگزینی قوانین پیشین تدوین شد، اما وضعیت نهایی آن تا سال ۲۰۲۱ هنوز نهایی نشده بود.